# 46 Ursae Majoris
46 Ursae Majoris, eller HD 94600, är en orange jätte i stjärnbilden Stora björnen. Stjärnan har visuell magnitud +5,03 och är väl synlig för blotta ögat vid god seeing. Den ligger på ett avstånd av ungefär 235 ljusår.